# Conches-sur-Gondoire
Conches-sur-Gondoire é uma comuna francesa localizada na região administrativa da Île-de-France, no departamento Sena e Marne. A comuna possui 1790 habitantes segundo o censo de 1990.